# Đurđenovac
Đurđenovac est un village et une municipalité située dans le comitat d'Osijek-Baranja, en Croatie. Au recensement de 2001, la municipalité comptait 7 946 habitants, dont 96,15 % de Croates et le village seul comptait 3 472 habitants.

## Localités
La municipalité de Đurđenovac compte 14 localités :
- Beljevina - 810
- Bokšić - 539
- Bokšić Lug - 307
- Đurđenovac - 3.472
- Gabrilovac - 95
- Klokočevci - 469
- Krčevina - 135
- Ličko Novo Selo - 118
- Lipine - 94
- Našičko Novo Selo - 376
- Pribiševci - 446
- Sušine - 374
- Šaptinovci - 623
- Teodorovac - 88